# Этруски

Химера из Ареццо. Бронзовая статуя V века до н. э. Археологический музей, Флоренция

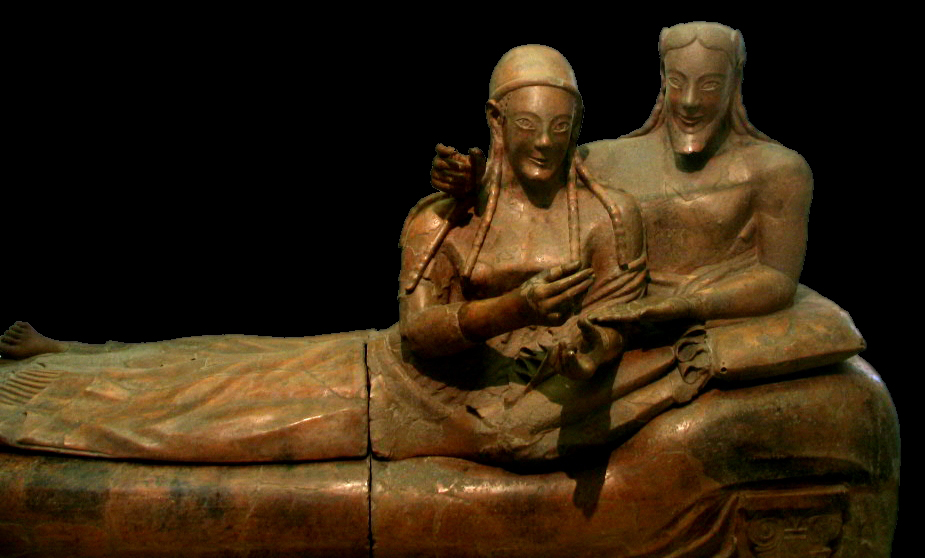
Этрусский саркофаг супругов из некрополя Бандитачча. Полихромная терракота, VI век до н. э., музей Виллы Джулиа, Рим

Этру́ски (итал. Etruschi; лат. Etrusci, Tusci; др.-греч. τυρσηνοί, τυρρηνοί; самоназв. Rasenna, Raśna) — древняя цивилизация, населявшая в I тысячелетии до н. э. северо-запад Апеннинского полуострова (область — древняя Этрурия, современная Тоскана) между реками Арно и Тибром и создавшая развитую культуру, предшествовавшую римской и оказавшую на неё большое влияние.
Древние римляне заимствовали у культуры этрусков строительную технологию, в частности возведение арочных и сводчатых конструкций (в свою очередь заимствованную у народов Ближнего и Среднего Востока). Бои гладиаторов, гонки на колесницах и многие погребальные обряды также имеют этрусское происхождение. Начало исследованиям происхождения, истории и культуры этрусков положили работы Я. Грутера, О. Фальконьери, Б. де Монфокона, но, главным образом, аббата Л. Ланци и Антонио Франческо Гори в дискуссиях с маркизом Шипионе Маффеи.

## Происхождение этрусков

### Автохтонная версия
Согласно автохтонной версии происхождения этрусков, их возвышение в VIII веке до н. э. в Средней и Северной Италии явилось естественным развитием предыдущей культуры Вилланова. Подобная теория была изложена в I веке до н. э. Дионисием Галикарнасским. Археологические раскопки свидетельствуют о преемственности, проходящей от культуры Вилланова I через культуру Вилланова II с импортом товаров восточного Средиземноморья и Греции до ориентализирующего периода, когда возникают первые свидетельства появления этрусков в Этрурии.
Тит Ливий приводит полулегендарную версию о северном происхождении этрусков от приальпийских племён. Проникновение мигрирующих северных племён — носителей культуры Протовилланова на Апеннинский полуостров принимается большинством специалистов. В рамках данной гипотезы, этруски-расены состояли в родстве с альпийскими ретами, и в таком случае их допустимо рассматривать в качестве автохтонного, доиндоевропейского населения Центральной Европы, вобравшего в себя в разное время пришлые культурные и этнические элементы из Сардинии и, возможно, Малой Азии.

### Миграционная версия
В пользу второй теории говорят труды Геродота, появившиеся в V веке до н. э. Как утверждал Геродот, этруски — это выходцы из Лидии, области в Малой Азии, — тиррены или тирсены, вынужденные покинуть родину из-за катастрофического неурожая и голода. По мнению Геродота, это произошло практически одновременно с Троянской войной. Гелланик с острова Лесбоса упоминал предание о пеласгах, которые прибыли в Италию и стали именоваться тирренами. В то время рухнула Микенская цивилизация и пала империя хеттов, то есть датировать появление тирренов следует XIII веком до н. э. или чуть более поздним временем. Возможно, с этим преданием связан миф о бегстве на запад троянского героя Энея и основании римского государства, имевший большую важность для этрусков.
Вплоть до середины XX века «лидийская версия» подвергалась серьёзной критике, особенно после дешифровки лидийских надписей — их язык не имел ничего общего с этрусским. Однако имеется также версия, что этрусков следует отождествлять не с лидийцами, а с более древним, доиндоевропейским населением запада Малой Азии, известным как «протолувийцы». С этрусками этого раннего периода А. Эрман отождествлял легендарное племя турша, жившее в восточном Средиземноморье и совершавшее захватнические набеги на Египет (XIII—VII века до н. э.).
По мнению А. И. Немировского, промежуточным пунктом миграции этрусков из Малой Азии в Италию была Сардиния, где с XV века до н. э. существовала весьма сходная с этрусками, но бесписьменная культура строителей нурагов. При этом многочисленные топонимы Сардинии, восходящие к нурагическим временам, а также сардинские глоссы доримского происхождения, не обнаруживают какого-либо сходства с этрусским языком.

### Палеогенетика
В генетическом исследовании 2019 года, опубликованном в журнале Science, были проанализированы останки одиннадцати человек железного века из окрестностей Рима, из которых четыре были этрусскими. В исследовании делается вывод, что этруски (900—600 до н. э.) и латины (900—500 до н. э.) из Лация были генетически похожи, различия между ними несущественны. Исследованные этруски и латины отличались от особей из предшествующих популяций Италии наличием около 30—40 % степной компоненты. Их ДНК на две трети происходила от населения медного века (EEF + WHG; этруски ~66—72 %, латины ~62—75 %) и на треть степного происхождения (этруски ~27—33 %, латины ~24—37 %) (компонент EEF в основном происходит от мигрантов эпохи неолита в Европу из Анатолии, а WHG от местных западноевропейских охотников-собирателей, причём оба компонента, наряду со степным, встречаются практически во всех европейских популяциях).
У этрусков определены митохондриальные гаплогруппы H, T2b32, U5a1 и Y-хромосомная гаплогруппа J2b2a-M12>L283>CTS6190 (образец R473 из города Чивитавеккья в области Лацио, 700—600 лет до н. э.).
У индивидов из Центральной Италии, живших от 800 года до н. э. до 1 года до н. э., с частотой 70 % выявлена Y-хромосомная гаплогруппа R1b (R1b-P312 и R1b-L2), с частотой 20 % — Y-хромосомная гаплогруппа G2, а также — Y-хромосомная гаплогруппа J2 (5 %). У образца TAQ020 из Тарквинии в провинции Витербо региона Лацио (89—236 годы) определили митохондриальную гаплогруппу H44a и Y-хромосомную гаплогруппу J2a1a1a2-Z2229. У образца CSN009 из Кастелло-ди-Казеноволе (коммуна Чивителла-Паганико) в провинции Гроссето региона Тоскана (427—265 лет до н. э.) определили митохондриальную гаплогруппу H45 и Y-хромосомную гаплогруппу R1b1a1b1a1a2-P312. Во времена Римской империи генетический вклад в популяцию этрусков от людей, имеющих происхождение из Восточного Средиземноморья, составлял около 50 %.
Исследование, завершившееся в 2021 году, в котором приняли участие генетики из Института Макса Планка, Тюбингенского университета (Германия), Флорентийского университета (Италия), в рамках которого было секвенировано ДНК более 80 человек (48 жили в промежутке от 800 до 1 года до н. э., железный век и Римская республика; 6 человек — от 1 до 500 года н. э.; 28 человек — от 500 до 1000 года н. э. (12 из Центральной Италии и 16 из Южной), показало, что представители этой доримской культуры были коренным населением Апеннин, а не мигрантами с Ближнего Востока, как некоторые исследователи считали ранее.
По мнению авторов исследования, ДНК древних этрусков тесно связана с ДНК других местных италийских популяций. Это противоречит гипотезе Геродота и Гелланика, что родина предков этрусков находилась в западной Анатолии (современная Турция). В качестве доказательств данной гипотезы указывали на присутствие древнегреческих культурных элементов у этрусков в период ориентализации (VIII—VI века до н. э.). Также указывалось, что этрусский алфавит основывался на западногреческом, а их искусство демонстрирует восточные черты (например, люди изображались с большими миндалевидными глазами). Однако этруски могли заимствовать эти особенности в результате торговых и культурных контактов.
Более ранние генетические исследования современных жителей Тосканы показали связь их ДНК с нынешним анатолийским населением, что посчитали доказательством ближневосточного происхождения этрусков.
Новое исследование, по мнению авторов, убедительно доказывает, что генетика жителей с Ближнего Востока влияла на население центральных регионов Италии уже после падения цивилизации этрусков, когда усилился приток переселенцев из Восточного Средиземноморья. В результате секвенирования ДНК выяснилось, что геном людей из Этрурии и Южной Италии практически нельзя отличить от генома италиков, населявших Апеннинский полуостров и прилегающие острова.
Исследователи смогли проследить предков исследуемых людей до эпохи неолита и бронзового века. Между 2800 и 2500 годами до н. э. в Европе наблюдался приток переселенцев из причерноморско-каспийской степи. Кочевники постепенно смешивались с местными жителями. Предполагается, что именно они принесли первые индоевропейские языки на континент. Этруски более чем на треть оказались потомками индоевропейцев, однако их предки утратили свой язык после прихода в Италию.
Авторы исследования оспаривают истинность предположения о том, что «гены равны языкам». Идея, что культура с уникальными для своего времени и места особенностями — этруски — обязательно является пришлой, — ошибочна.

### Псевдонаука
Происхождение этрусков занимает заметное место в российской псевдонауке. Интерпретация этнонима «этруски» как «это русские», отвергаемая академической наукой, используется лингвистами-любителями для обоснования тезиса о широкой экспансии русских в древности.

## Географическое положение
Точное расположение Этрурии неизвестно. Регион возникновения истории и культуры этрусков находился у Тирренского моря и ограничен бассейном рек Тибра и Арно. В речной сети страны также были такие реки как Авенция, Весидия, Цэцина, Алуза, Умбро, Оза, Альбиния, Армента, Марта, Минио и Аро. Широкая речная сеть посодействовала возникновению развитого земледелия, которое в ряде мест было осложнено заболоченными участками. Юг региона этрусков, почвы которого зачастую были вулканического происхождения, имел обширные озёра: Алсиетиское, Вольсинское, Сабатинское, Статоненское, Тразименское. Больше чем на половину территории находились горы и холмы. По рельефам и росписям можно судить о разнообразии фауны и флоры региона. У этрусков культивировался кипарис, мирт, гранатовое дерево, которое привезли из Карфагена (в VI веке до н. э. изображение граната встречается на различных предметах этрусков).

## Города и некрополи

Реконструкция некрополя Монтероцци, сделанная Каниной. Тарквиния

Каждый из этрусских городов контролировал определённую территорию. Точное количество жителей этрусских городов-государств неизвестно, по приблизительным подсчётам население Черветери в период расцвета составляло 25 тысяч человек.
Черветери был самым южным городом Этрурии, он контролировал залежи металлоносной руды, обеспечившей благосостояние города. Поселение располагалось рядом с побережьем на крутом уступе. Некрополь по традиции находился за пределами города. К нему вела дорога, по которой провозили погребальные повозки. По обеим сторонам дороги располагались гробницы. Тела покоились на скамьях, в нишах или терракотовых саркофагах. Вместе с ними помещали личные вещи усопшего.

Фундаменты домов в этрусском городе Марцаботто

План Марцаботто, близ Болоньи

От названия этого города (этр. — Цере) впоследствии произошло римское слово «церемония» — так римляне называли некоторые погребальные обряды.
Соседний город Вейи был отлично укреплён. Город и его акрополь были окружены рвами, делавшими Вейи почти неприступным. Здесь обнаружили алтарь, фундамент храма и резервуары для воды. До разрушения римлянами был крупнейшим городом Европы с населением около 350 тыс. человек. Вулка — единственный этрусский скульптор, имя которого нам известно, являлся уроженцем Вей. Область вокруг города примечательна вырубленными в скале проходами, служившими для отвода воды.
Признанным центром Этрурии являлся город Тарквиния. Название города происходит от сына или брата Тиррена Таркона, основавшего двенадцать этрусских полисов. Некрополи Тарквинии сосредотачивались возле холмов Колле-де-Чивита и Монтероцци. Вырубленные в скале гробницы защищались курганами, камеры расписывались в течение двухсот лет. Именно здесь обнаружили великолепные саркофаги, украшенные барельефами с изображениями усопшего на крышке.
При закладке города этруски соблюдали ритуалы, подобные римским. Выбиралось идеальное место, выкапывалась яма, в которую бросали жертвоприношения. От этого места основатель города плугом, запряжённым коровой и быком, проводил борозду, определявшую положение городских стен. Там, где это было возможно, этруски использовали решетчатую планировку улиц, ориентируя их по сторонам света.

## История
Становление, развитие и распад этрусского государства происходили на фоне трёх периодов Древней Греции — ориентализирующего или геометрического, классического (эллинистического), а также возвышения Рима. Более ранние этапы даны в соответствии с автохтонической теорией происхождения этрусков.

### Протовиллановианский период
Самым важным из исторических источников, обозначивших начало этрусской цивилизации, является этрусское летоисчисление saecula (столетий). Согласно ему, первое столетие древнего государства, saeculum, началось примерно в XI или X веке до н. э. Это время относится к так называемому протовиллановианскому периоду (XII—X века до н. э.). Данных о протовиллановианцах чрезвычайно мало. Единственное важное свидетельство о начале новой цивилизации — изменение погребального обряда, который стал совершаться путём кремации тела на погребальном костре с последующим захоронением праха в урнах.

### Периоды Вилланова I и Вилланова II
Своё название виллановианская культура получила по селению близ Болоньи, где были найдены первые артефакты этой цивилизации. Указанный период разделяется на две фазы — Вилланова I и Вилланова II, датируемые приблизительно IX и VIII веками до н. э. Цивилизация была довольно развитой. Виллановианцы считались прекрасными воинами, пользовались колёсным транспортом, занимались сельским хозяйством, обрабатывали металлы — по большей части бронзу. Будучи хорошими мореплавателями, виллановианцы торговали с Сардинией. От них этруски переняли погребальные обряды, ремёсла и многое другое.

### Этрурия
Культурный подъём в Этрурии, начавшийся в VIII—VII веках до н. э., связывается с влиянием многочисленных мигрантов из более развитых регионов Средиземноморья (возможно, также из Сардинии, где существовала культура строителей нурагов) и соседством с греческими колониями. В начале VII века до н. э. начался так называемый ориентализирующий период. Точкой отсчёта взята дата возведения гробницы Боккорис в Тарквинии в 675 году до н. э. В ней были найдены предметы в стиле Вилланова и товары из Греции и Восточного Средиземноморья. В VII веке до н. э. активная торговля превратила Этрурию в богатое государство. Виллановианские поселения начали объединяться в города. Появились пышные захоронения.

#### Период расцвета

Сцена пира. Гробница Леопардов в Тарквиниях. V век до н. э. Национальный музей этрусского искусства, Рим

В середине VII века до н. э. в Этрурию прибыл знатный грек Демарат из Коринфа. С его сыном Лукумоном связано предание, описанное Ливием. Лукумон был женат на этрусской знатной женщине Танаквиль. В Тарквинии он не мог занять видного положения, не являясь чистокровным этруском, и жена уговорила его отправиться в Рим. По дороге супругам было дано предзнаменование о будущем величии Лукумона. Оно сбылось: под именем Луция Тарквиния Приска (Луций — производное от Лукомон, Тарквиний — по названию родных мест, откуда он прибыл, Приск — переводится как «первый») Лукумон стал первым этрусским царём Рима (616—578 до н. э.). В это время этруски сильно продвинулись на юг, к Кампании. Было основано двенадцать колоний, самой крупной была Капуя (современная Санта-Мария-ди-Капуя-Ветере).
В 578 году до н. э. Тарквиний был убит, и власть перешла к его внебрачному сыну Сервию Туллию. Он был убит в 535 году до н. э. собственными братьями, один из которых, Тарквиний Гордый (534—510/509 до н. э.) стал новым царём Рима. Легенды говорили о нём, как о беспощадном тиране. Он упрочил господство Рима, расширил территории. Однако, недовольные царём римляне изгнали его. С падением Тарквиния Гордого в Риме началась эпоха Республики.
Около 525 года до н. э. этруски спустились в область Болоньи, являвшейся крупным центром культуры Вилланова. Было основано двенадцать городов-государств, образовавших союз (Вейи, Кортона, Ареццо, Черветере, Тарквиния, Вульчи, Кьюзи, Орвието, Перуджа, Популония, Ветулония и Розеллы). Этрурия достигла берегов реки По. В это время этрусская экспансия достигла апогея. Два порта — Спина и Адрия — обеспечивали выход в Адриатическое море. Этрурия процветала. В конце VI и начале V века до н. э. объём импорта из греческой Аттики резко вырос. Постепенно интересы этрусков и греков вошли в конфликт. Около 535 года до н. э. этруски, объединившись с Карфагеном, вступили в сражение с фокейцами. Геродот назвал победу греков пирровой. Сардиния осталась в руках карфагенян, а этруски основали колонию на Корсике. В 524 г. до н. э. этруски встретились с греками уже на суше. Победу одержали греки.

#### Ослабление господства
После 509 года до н. э., когда был свергнут Тарквиний Гордый, история Этрурии пестрит пробелами. Этруски не смогли вернуть себе власть над Римом. Позже они потерпели поражение под Аричией, городом к югу от Рима, затем утратили власть над Южной Лацией, потеряли дороги, ведущие на юг, в Кампанию. Ослабли и союзники этрусков, и в 474 году до н. э. близ Кум этрусский флот потерпел поражение от греков во главе с Гиероном I. Сиракузцы стали нападать на этрусские колонии Корсики и Эльбы. Этруски утратили былое господство.
V век и первая половина IV века до н. э. стали временем борьбы этрусских государств с Римом, которая началась с соперничества за Фидены, маленький этрусский городок в 10 км от Рима. В 435 году до н. э. городок был захвачен римлянами. Возникла необходимость объединения этрусских государств, однако союз так и не был создан. В результате город Вейи оказался один на один с римлянами. В 405 году до н. э. началась осада Вей; город был захвачен в 396 году до н. э. Победа Рима была полной и необратимой.
Вскоре на северные государства Этрурии напали галльские племена. Этруски лишились Болоньи, Марцаботто уже в IV веке до н. э. В 391 году до н. э. галлы перешли Апеннины. Они нанесли поражение Риму у Аллии, притока Тибра. В это кризисное время жители этрусского Цере (современный Черветери) приняли сторону Рима, о чём последние не забыли. Тем временем римляне продолжали вторжение в Этрурию. В войну были втянуты Черветери, Чивита-Кастеллана и Тарквиния. Между 358 и 351 годами до н. э. борьба шла непрерывно. В 351 году до н. э. было заключено перемирие, длившееся сорок лет. В 311 году до н. э. возобновилась война, в результате которой этрусские города-государства прекратили своё существование как независимые политические образования. Этруски наконец объединились и отстояли Перуджу, Кортону и Ареццо, было заключено перемирие на тридцать лет. Тарквиния заключила ещё одно перемирие на сорок лет.

#### Ассимиляция этрусков римлянами

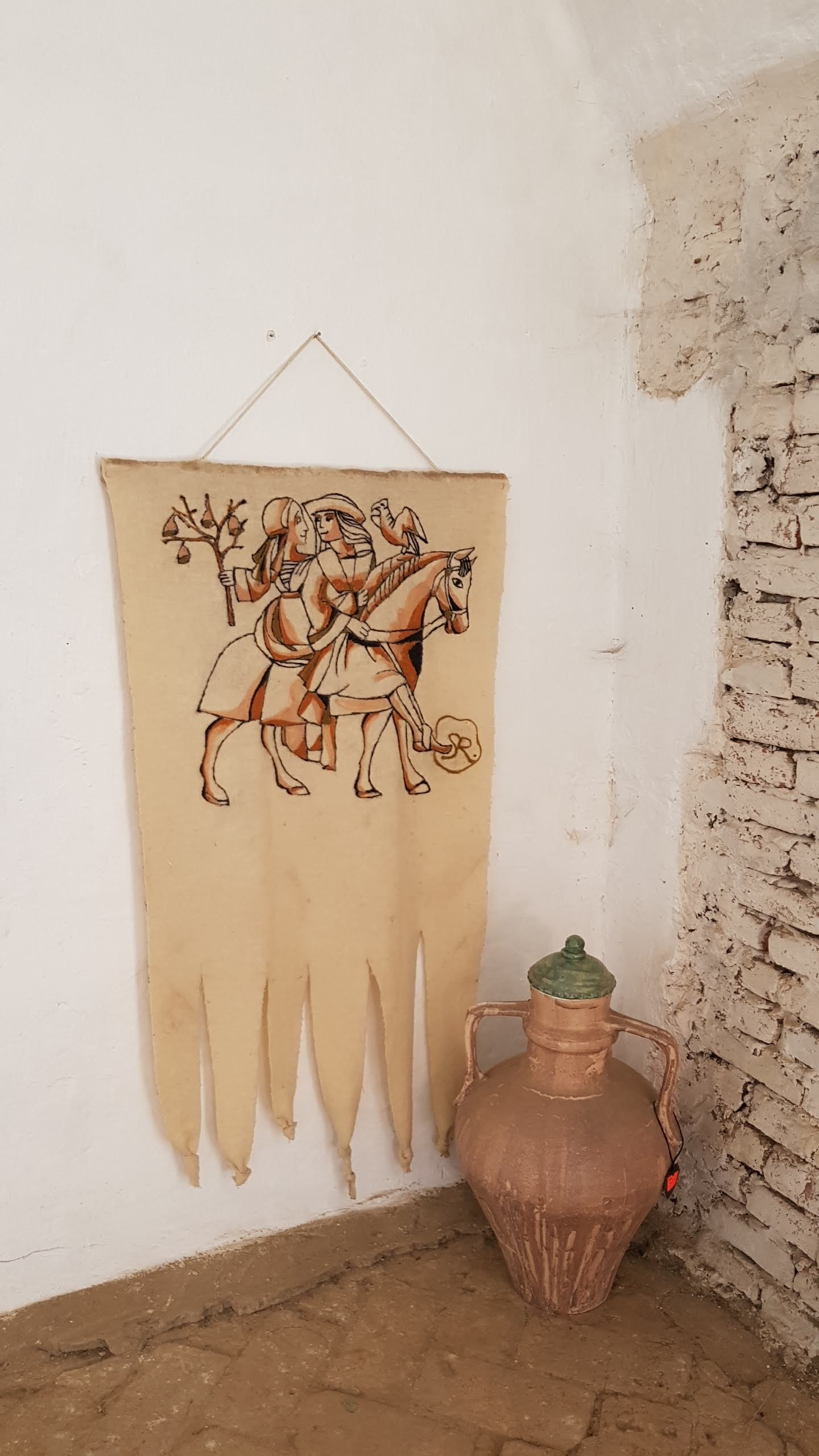
Посеребрённая амфора. II век до н. э.

В 265 году до н. э. вспыхнуло восстание в Вольсиниях. Римляне подавили восстание и перенесли город с хорошо укреплённого места на берег озера. Подобная судьба коснулась и жителей Фалерий (ныне Чивита-Кастеллана). К этому времени Рим победил в первой Пунической войне, его господство над Италией было полным.
Этруски в дальнейшем выступали союзниками римлян. В 225 году до н. э. этруски сражались на стороне Рима с галлами при Таламоне. Также ни один этрусский город не поднял восстания во время второй Пунической войны.
После утраты независимости Этрурия некоторое время сохраняла культурную самобытность. Во II—I веках до н. э. продолжало существовать местное искусство; этот период также называют этрусско-римским. Но постепенно этруски перенимали образ жизни римлян. В 89 году до н. э. жители Этрурии получили римское гражданство. К этому времени процесс романизации этрусских городов был практически завершён вместе с этрусской историей.

## Искусство и культура

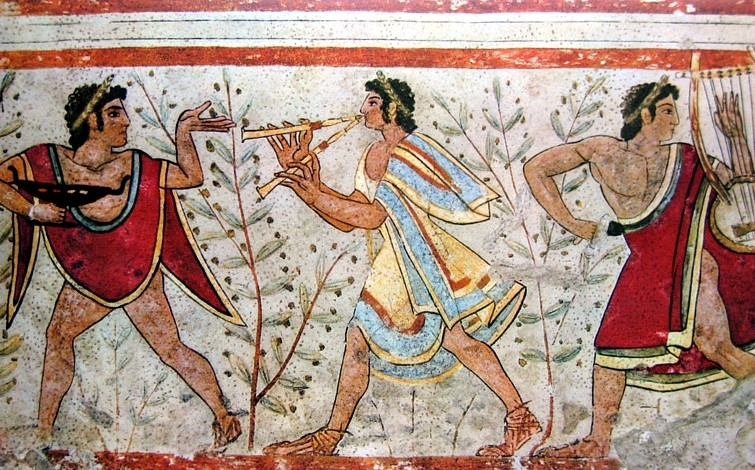
Этрусская фреска, V век до н. э.

Первые памятники культуры этрусков относятся к концу IX — началу VIII веков до н. э. Цикл развития этрусской цивилизации завершается ко II веку до н. э. Рим находился под её влиянием до I века до н. э.
Этруски долго сохраняли архаические культы первых италийских поселенцев и проявляли особенный интерес к смерти и загробному миру. Поэтому этрусское искусство значительно было связано с украшением гробниц, причём исходя из концепции, что предметы в них должны сохранять связь с реальной жизнью. Самыми примечательными из сохранившихся памятников являются скульптура и саркофаги.

### Этрусский язык и литература
Родственные связи этрусского языка до сих пор являются дискуссионными. Несмотря на длительные исследования, составление словаря этрусского языка и расшифровка текстов продвигаются медленно и по сей день далеки от завершения. Академик РАН В. В. Иванов, советский и российский лингвист, переводчик, семиотик и антрополог, охарактеризовал эту проблему так: «Ситуация, сложившаяся в области исследования этрусских текстов, представляется парадоксальной. Их изучение и вероятная фонетическая интерпретация не вызывает трудностей ввиду достаточной ясности этрусской графической системы… тем не менее понимание этрусских текстов чрезвычайно мало продвинулось, если не иметь в виду совсем небольших погребальных надписей, стандартных по своему содержанию и обычно состоящих из последовательностей собственных имён с указанием родственных отношений между их носителями. Все более сложные тексты пока что совершенно не поддаются переводу».

### Религия
Этруски обожествляли силы природы и поклонялись множеству богов и богинь. Основными божествами этого народа считались Тин (Тиния) — верховный бог неба, Уни и Минерва. Кроме них было много и других богов. Небо было разделено на 16 областей, в каждой из них обитало своё божество. В мировоззрении этрусков существовали также боги моря и преисподней, природных стихий, рек и ручьёв, боги растений, ворот и дверей; и обожествлённые предки; и просто различные демоны (например, Демон Тухулка с ястребиным клювом и клубком змей на голове вместо волос, который являлся исполнителем воли богов преисподней).
Этруски верили, что боги могут покарать людей за промахи и недостаток внимания к своим персонам, и поэтому для их умилостивления нужно приносить жертвы. Наибольшей жертвой полагалась человеческая жизнь. Как правило, это были преступники или пленники, которых заставляли вести смертельные бои во время похорон знатных людей. Однако в критические моменты этруски приносили в жертву богам и собственные жизни. Практиковались и жертвоприношения детей.

## Наука
Об этрусской науке нам известно очень мало, за исключением медицины, вызывавшей восхищение у римлян. Этрусские врачи хорошо знали анатомию, и не случайно латинский историк Марциан Капелла писал про «Этрурию, прославленную открытием лекарств». Некоторых успехов они достигли в стоматологии: в некоторых погребениях, например, даже были найдены зубные протезы.
Очень мало дошло до нас также сведений о литературе, научных и исторических трудах, созданных этрусками.

## Быт
Описанные выше дома и гробницы принадлежали людям, которые могли себе позволить приобретать предметы роскоши. Поэтому большинство предметов быта, найденных на раскопках, рассказывают о жизни высших слоёв этрусского общества.

### Керамика
Свои керамические изделия этруски создавали, вдохновляясь работами греческих мастеров. Формы сосудов менялись на протяжении столетий, равно как техника изготовления и стиль. Виллановианцы изготовляли гончарные изделия из материала, часто называемого импасто, хотя это не совсем корректный термин для описания италийских сосудов из глины с примесью, обожжённых до коричневого или чёрного цвета.
Приблизительно в середине VII века до н. э. в Этрурии появились настоящие сосуды буккеро — характерная для этрусков чёрная керамика. Ранние сосуды буккеро были тонкостенные, украшенные насечками и орнаментом. Позднее излюбленным мотивом стала процессия животных и людей. Постепенно сосуды буккеро становились вычурными, перегруженными украшениями. Этот тип керамики исчез уже к V веку до н. э.
В VI веке получила распространение чернофигурная керамика. Этруски в основном копировали изделия из Коринфа и Ионии, добавляя что-то своё. Этруски продолжали производить чернофигурные сосуды, когда греки перешли к краснофигурной технике. Настоящая краснофигурная керамика появилась в Этрурии во второй половине V века до н. э. Излюбленными сюжетами были мифологические эпизоды, сцены прощания с умершими. Центром производства были Вульчи. Расписанная керамика продолжала производиться в III и даже во II веке до н. э. Но постепенно стиль склонялся к чёрной керамике — сосуд покрывался краской, что имитировало металл. Встречались посеребрённые сосуды изысканной формы, украшенные горельефами. Поистине знаменитой стала керамика из Ареццо, использовавшаяся на столах римлян в последующие столетия.

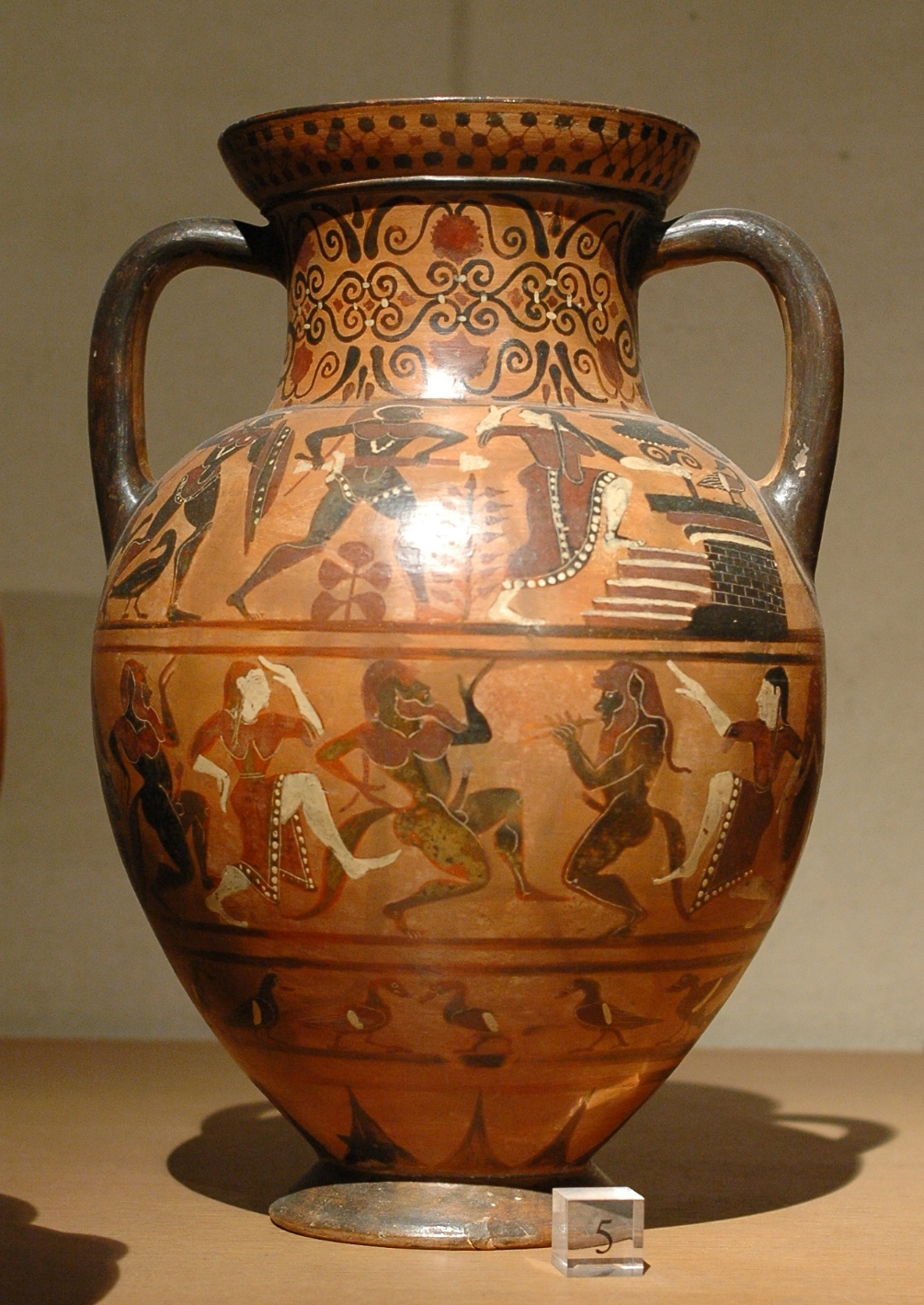
Чернофигурная амфора. 540—530 годы до н. э.
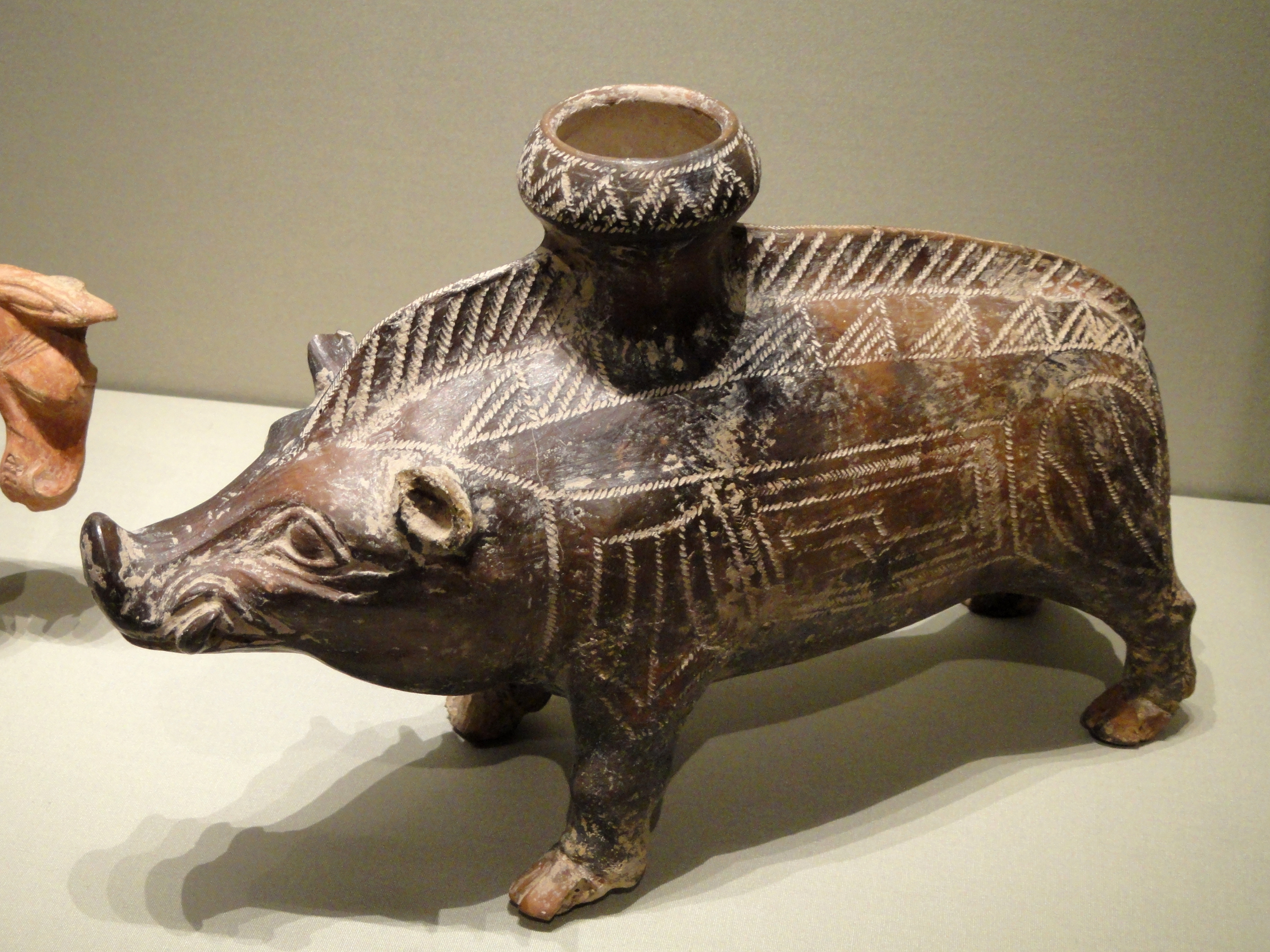
Сосуд в форме кабана VI—V веков до н.э.

### Изделия из бронзы
В работе с бронзой этрускам не было равных. Это признавали даже греки. Они коллекционировали некоторые предметы этрусской бронзы. Бронзовые сосуды, особенно для вина, часто повторяли греческие формы. Из бронзы делались черпаки и сита. Некоторые изделия украшались барельефами, ручки имели форму головок птиц или животных. Из бронзы делались канделябры для свечей. Сохранилось также большое количество жаровен для благовоний. Среди прочей бронзовой утвари встречаются крюки для мяса, тазы и кувшины, треножники для котлов, чаши для возлияний, подставки для игры коттабос.
Особую категорию составляли предметы женского туалета. Одним из самых известных изделий этрусских мастеров были бронзовые ручные зеркальца. Некоторые снабжены откидными ящичками, украшены горельефами. Одну поверхность тщательно полировали, обратную украшали гравировкой или горельефом. Из бронзы делались стригилы — лопаточки для счищения масла и грязи, цисты, пилки для ногтей, ларчики.

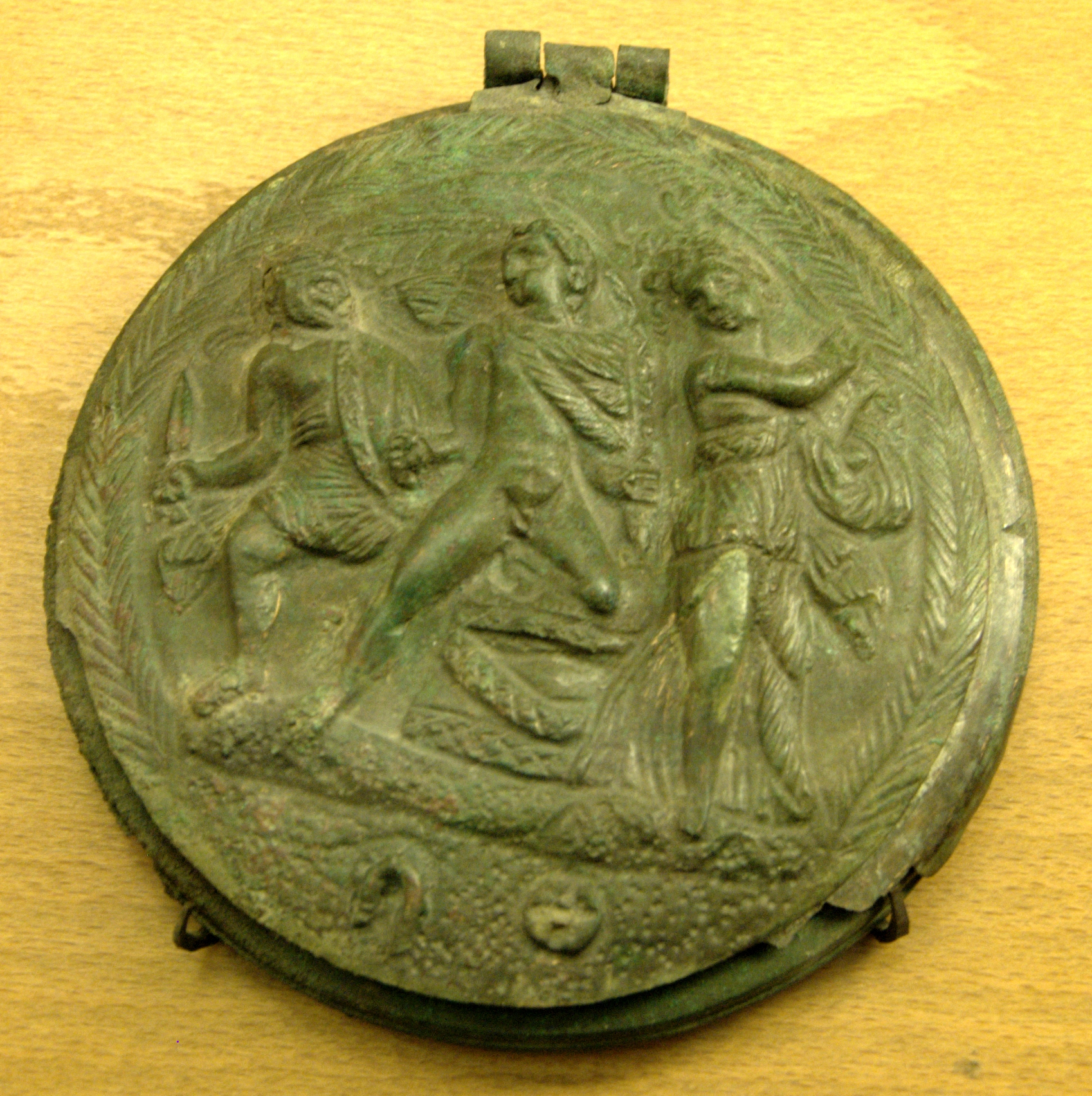
Карманное зеркало. III век до н. э.
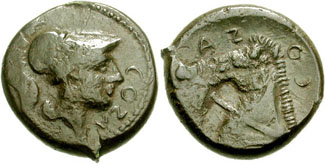
Монета с изображением Минервы. 273—250 годы до н.э.
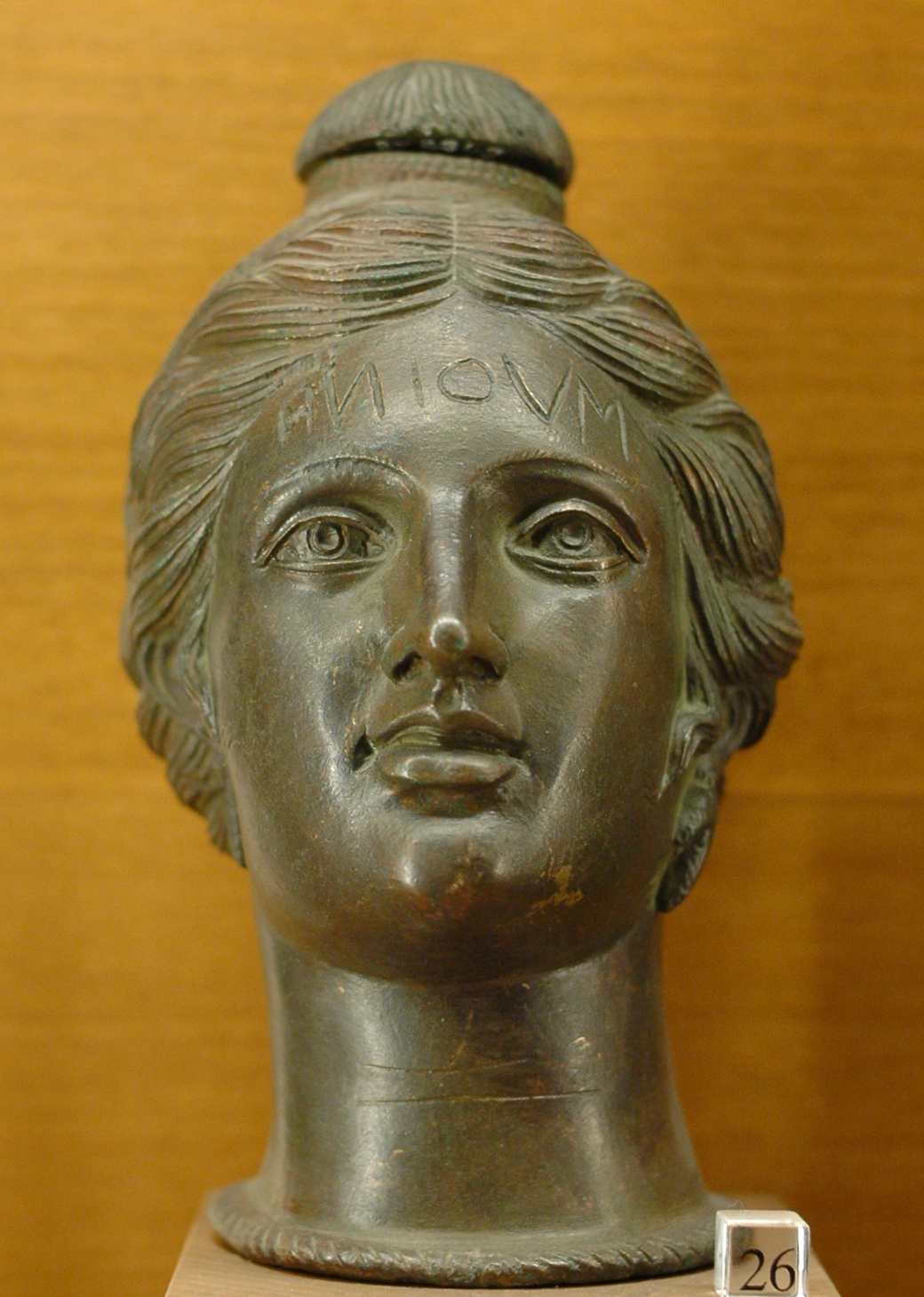
Бронзовая фляга для масла. II век до н. э.

### Другие предметы обихода
Самые лучшие предметы в этрусском доме делались из бронзы. Прочие были утрачены, поскольку делались из дерева, кожи, лозы, ткани. Об этих предметах мы знаем благодаря различным изображениям.
На протяжении нескольких столетий этруски пользовались креслами с высокой округлой спинкой, прототипом которого было плетёное кресло. Изделия из Кьюзи — стулья со спинками и столы с четырьмя ножками — свидетельствуют о том, что в VII веке до н. э. этруски сидели за столом во время принятия пищи.
В Этрурии было распространено совместное принятие пищи супругами; они вместе возлежали на греческом ложе-клине, которое покрывалось тюфяками и подушками, сложенными вдвое. Перед ложем ставились низкие столики. В VI веке до н. э. появляется много складных стульчиков. Этруски также заимствовали у греков стулья с высокими спинками и высокие столы — на такие ставились кратеры и ойнохойи.
По современным стандартам этрусские дома обставлены довольно скудно. Как правило, этруски не использовали полки и шкафы, вещи и провизию хранили в ларцах, корзинах или вешали на крюки.

### Предметы роскоши и ювелирные изделия
На протяжении столетий этрусские аристократы носили ювелирные изделия и приобретали предметы роскоши из стекла, фаянса, янтаря, слоновой кости, драгоценных камней, золота и серебра.
Виллановианцы в VII веке до н. э. носили стеклянные бусы, украшения из драгоценных металлов и фаянсовые подвески из Восточного Средиземноморья. Самыми важными местными изделиями были фибулы, изготовленные из бронзы, золота, серебра и железа. Последние считались редкостью.
Исключительное благосостояние Этрурии в VII веке до н. э. вызвало бурное развитие ювелирного дела и приток импортных изделий. Серебряные чаши импортировались из Финикии, изображения на них копировались этрусскими мастерами. Из ввозимой с Востока слоновой кости изготавливали шкатулки и кубки. Большинство ювелирных изделий производилось в Этрурии. Золотых дел мастера использовали гравировку, филигрань и зернение. Кроме фибул были широко распространены булавки, пряжки, ленты для волос, серьги, кольца, ожерелья, браслеты, пластинки на одежду.
Во время архаики украшения стали более вычурными. В моду вошли серьги в виде крошечных мешочков и дискообразные серьги. Использовались полудрагоценные камни и цветное стекло. В этот период появились прекрасные геммы. Полые подвески или булла часто играли роль амулетов, их носили дети и взрослые.
Этрусские женщины эллинистического периода предпочитали украшения греческого типа. Во II веке до н. э. на голове носили тиару, в ушах маленькие серьги с подвесками, на плечах застёжки в виде дисков, руки украшали браслеты и кольца.

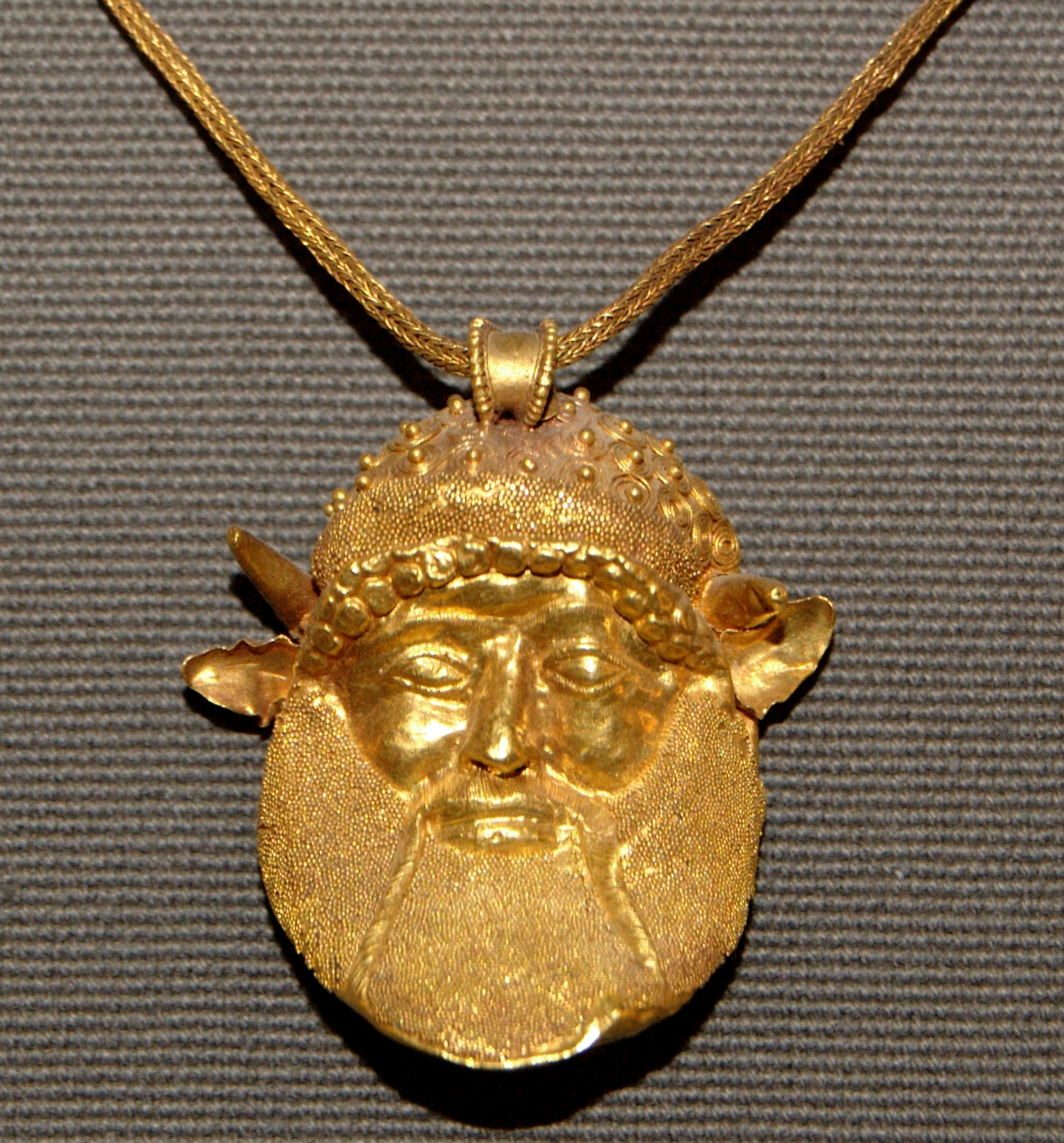
Амулет. Около 460 года до н.э.
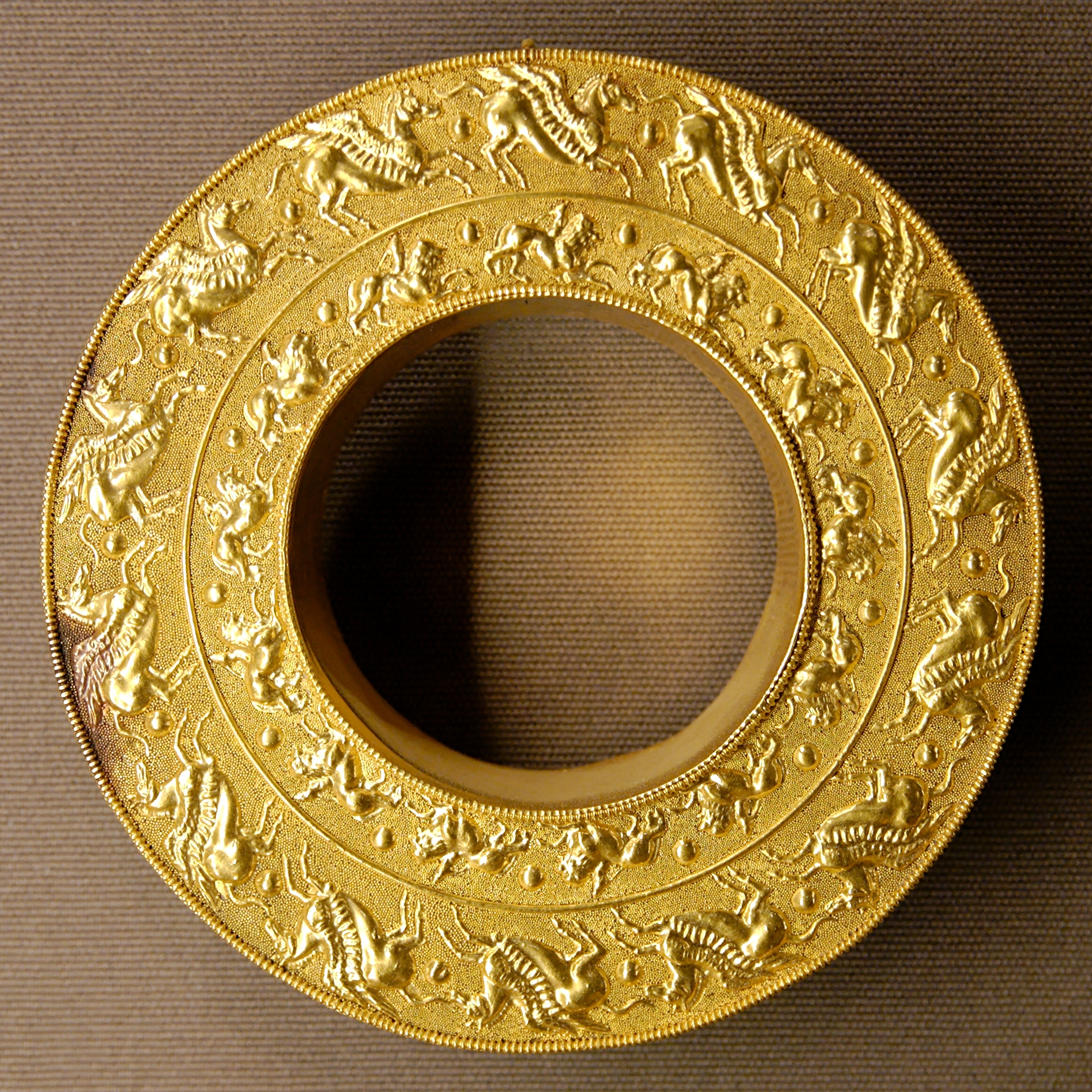
Золотая подвеска. VI век до н.э.
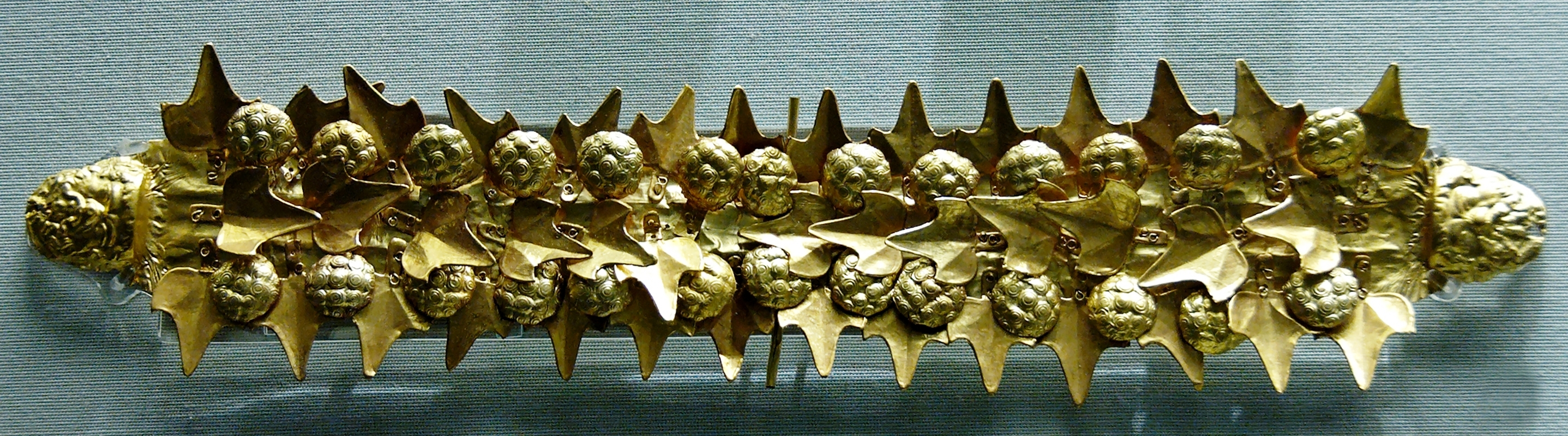
Браслет. 400—350 годы до н.э.
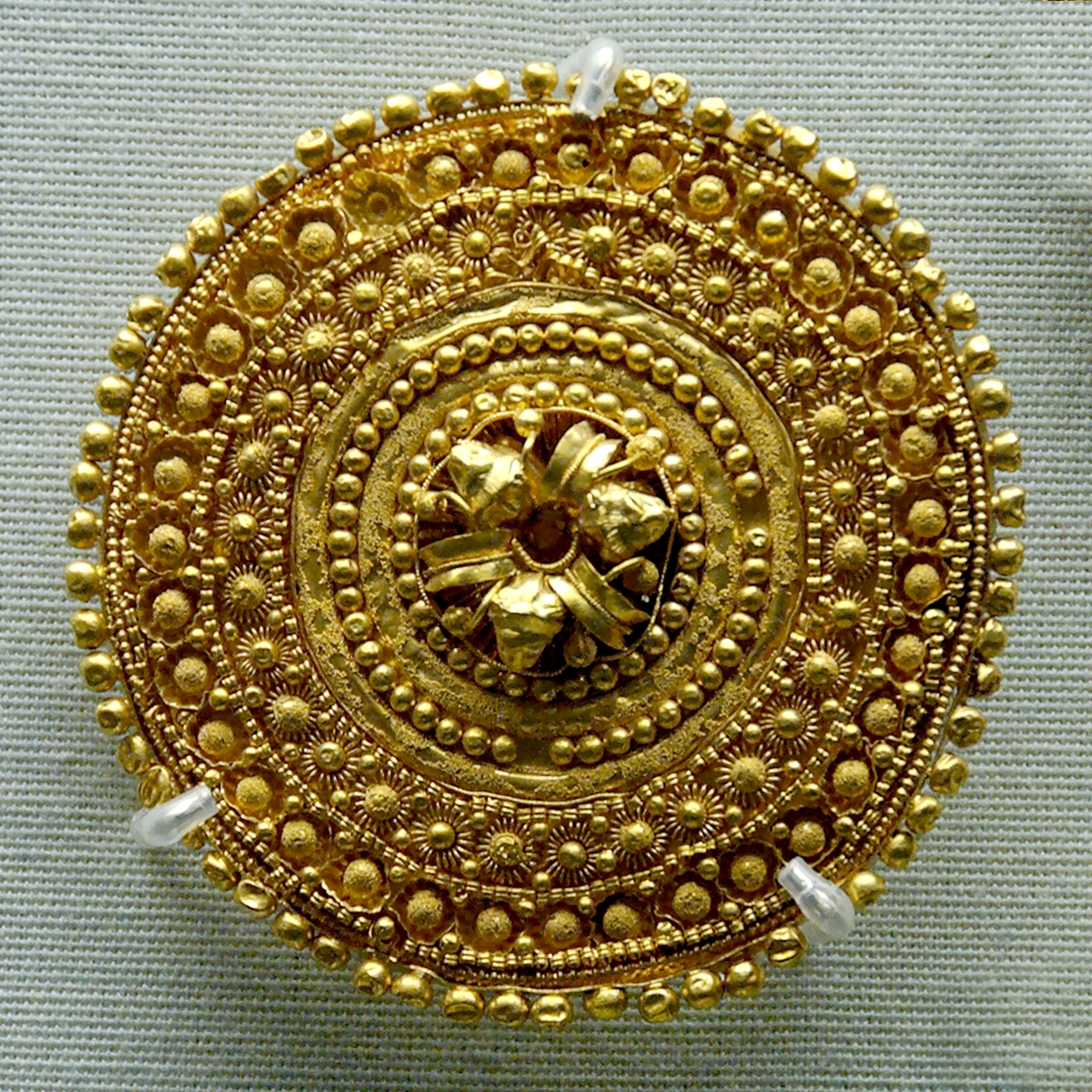
Золотая серьга. 530—480 годы до н.э.

### Одежда и причёски
Одежда состояла главным образом из накидки и рубашки. Голову покрывали высокой шапкой с круглым верхом и загнутыми полями. Обувью для мужчин и женщин служили сандалии.
Этруски все носили короткие волосы. В более древний период[какой?] этруски свои бороды коротко стригли.
Женщины распускали волосы по плечам или заплетали их в косы и покрывали голову шапочкой.

### Досуг
Этруски любили участвовать в боевых состязаниях и, возможно, в помощи по хозяйству другим людям[уточнить].
Также, этруски имели театр, но он не получил такого распространения, как, например, аттический театр, а найденных рукописей пьес недостаточно для окончательного анализа.

## Экономика

### Ремёсла и сельское хозяйство
Основой процветания Этрурии было земледелие, которое позволяло содержать скот и экспортировать излишки пшеницы в крупнейшие города Италии. В археологическом материале найдены зёрна полбы, овса и ячменя. Высокий уровень земледелия этрусков позволял заниматься селекцией — был получен этрусский сорт полбы, впервые они начали возделывать культурный овёс. Лён шёл на шитьё туник и плащей, корабельных парусов. Этот материал использовался для записи различных текстов (позже это достижение было заимствовано римлянами). Имеются свидетельства антиков о прочности льняной нити, из которой этрусские ремесленники изготавливали панцири (гробница VI века до н. э., Тарквинии). Довольно широко этруски применяли искусственное орошение, дренаж, регулирование течения рек. Известные археологической науке древние каналы находились у этрусских городов Спина, Вейи, в районе Коды.
В недрах Апеннин залегали медь, цинк, серебро, железо, на острове Ильва (Эльба) железнорудные запасы — всё разрабатывалось этрусками. Наличие многочисленных изделий из металла в гробницах VIII века до н. э. в Этрурии ассоциируется с адекватным уровнем рудного дела и металлургии. Остатки горнорудного дела широко встречены у древней Популонии (район Кампилья Марритима). Анализ позволяет установить, что выплавка меди и бронзы предшествовала железообработке. Встречаются находки из меди, инкрустированные железными миниатюрными квадратиками — приём, применяемый при работе с дорогостоящими материалами. В VII веке до н. э. железо ещё было редким металлом для обработки. Тем не менее металлообработка в городах и колониальных центрах выявлена: в Капуе и Ноле было развито производство металлической посуды, в Минтурнах, Венафре, Суэссе найден ассортимент предметов кузнечного ремесла. Мастерские по обработке металлов отмечены в Марцаботто. Для того времени добыча и обработка меди и железа была значительной по масштабам применения. В этой области этруски преуспели в сооружении шахт для ручной добычи руды.

## Власть и социальная структура общества
Археологическое изучение этрусских погребений выявило социальное расслоение населения. Низшие слои этрусков образовывали домашние рабы и пенесты — зависимые землевладельцы. Античная традиция донесла сведения о том, что пенесты — аборигенное население Тосканы, обслуживающее земледельческую отрасль экономики, пенесты — коренное население, покорённое тирренами и, вполне вероятно, обложенное повинностями, однако не рабской зависимости.
Рабы присутствуют в домах знатных родов. Возможно, эти рабы — пленные и выкупленные чужеземцы, представшие в погребальной стенописи слугами — музыкантами, танцовщиками. Сюжеты фресок позволяют предполагать существование ритуальных убийств рабов и травлю их зверями.

## Военная организация

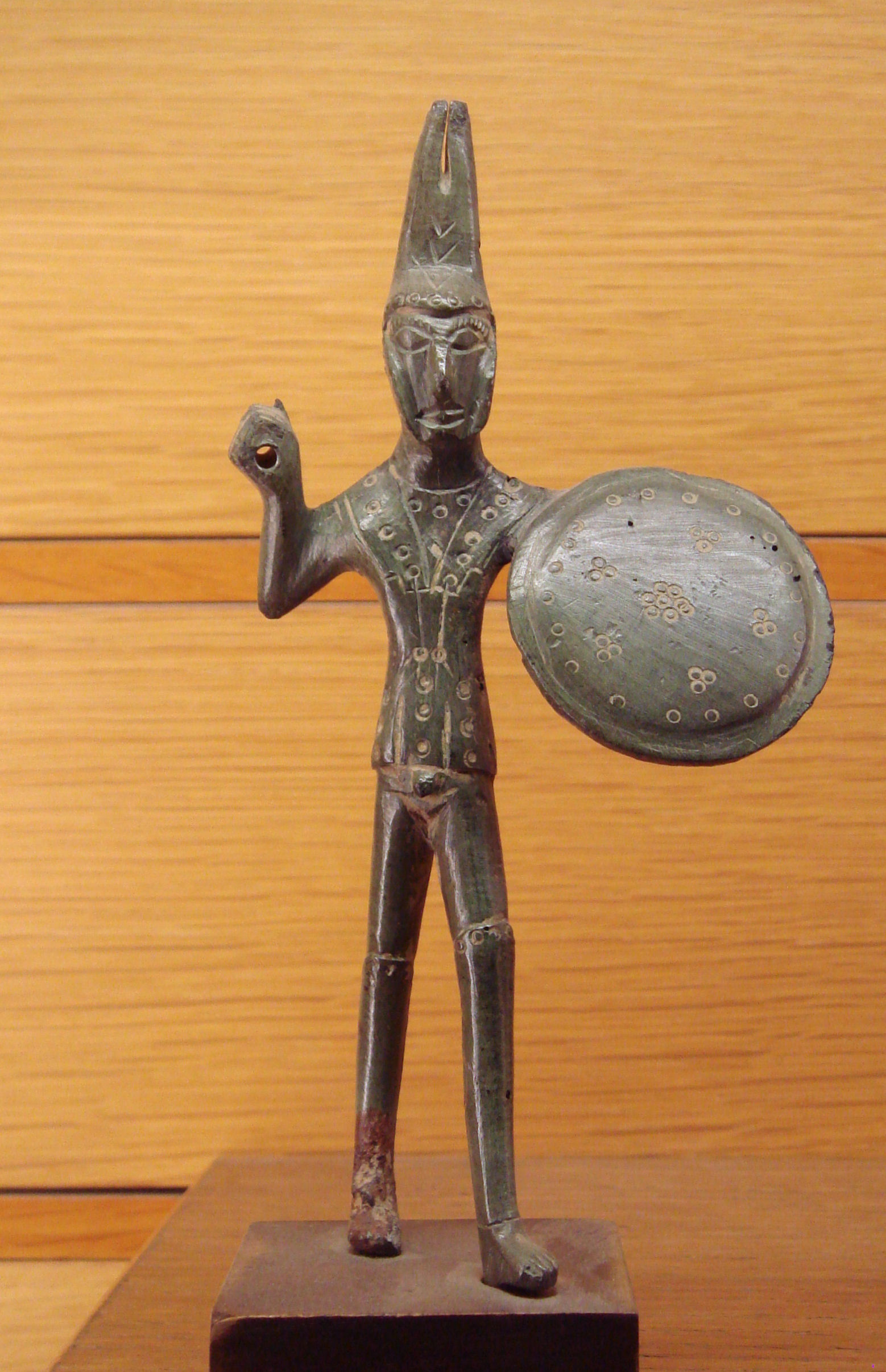
Статуэтка этрусского воина (ок. 500 г. до н. э.), найденная у Витербо (Лувр)

Установление у этрусков военной организации свободного населения позволяет говорить о наличии в их общественной организации свободных ремесленников и земледельцев. Знать выступала верхом и на колесницах, простые воины — пехотинцами.

## Культурный след

### Топонимика
С этрусками связан ряд географических названий. Тирренское море было названо так древними греками, поскольку контролировалось «тирренами» (греческое название этрусков). Адриатическое море было названо в честь этрусского города-порта Адрия, контролировавшего северную часть этого моря. В Риме этрусков называли «туски», что отразилось позднее в названии административной области Италии Тосканы.